# Мохаммед Али Айед
Мохаммед Али Айед (араб. محمد علي عايض‎; 13 октября 1990 года, Абу-Даби) — эмиратский футболист, играющий на позиции защитника. Ныне выступает за эмиратский клуб «Аль-Джазира».

## Клубная карьера
Мохаммед Али Айед начинал свою карьеру футболиста в клубе «Аль-Айн». 16 мая 2011 года он дебютировал в Про-лиге ОАЭ, выйдя в основном составе в гостевом поединке против команды «Аль-Зафра». В «Аль-Айне» Мохаммед Али Айед не смог закрепиться и с начала 2014 года выступал за дубайский «Аль-Шабаб». 21 сентября того же года он забил свой первый гол в рамках Лиги Арабского залива, выведя свою команду вперёд в счёте в гостевом матче с «Аль-Ахли».
В конце лета 2017 года Мохаммед Али Айед перешёл в «Аль-Джазиру».

## Достижения
«Аль-Айн»
- Чемпион ОАЭ (1): 2012/13
- Обладатель Суперкубка ОАЭ (1): 2012